# Шамхал-Термен
Шамха́л-Терме́н (кум. Шаухал-Тирмен) — село в Дагестане. Входит в городской округ город Махачкала. Подчинёно Кировской районной администрации города Махачкала.

## География
Расположено на реке Шура-озень в приморской низменности, в 13 км к северо-западу от города Махачкала.

## История
Основано шамхалом Махти Тарковским (1794—1830) как отсёлок его резиденции — селения Тарки. Название села переводится с кумыкского языка как «мельница Шамхала». По переписи 1886 года мононациональное кумыкское селение. До 1926 года входило в состав администрации села Тарки.

## Население
| 1888  | 1895  | 1908    | 1926  | 1939 | 1959 | 1970  |
| ----- | ----- | ------- | ----- | ---- | ---- | ----- |
| 221   | ↘178  | ↗191    | ↗209  | ↗211 | ↗493 | ↗2006 |
| 1989  | 2002  | 2010    | 2021  |      |      |       |
| ↗2697 | ↗5393 | ↗10 260 | ↘8719 |      |      |       |

Национальный состав
По результатам переписи 2010 года:
| № | Национальность | Численность, чел. | Доля   |
| - | -------------- | ----------------- | ------ |
| 1 | аварцы         | 5256              | 51,2 % |
| 2 | кумыки         | 3082              | 30,0 % |
| 3 | лакцы          | 681               | 6,7 %  |
| 4 | даргинцы       | 627               | 6,1 %  |
| 5 | лезгины        | 183               | 1,8 %  |
| 6 | другие         | 431               | 4,2 %  |

## Известные уроженцы
- Гайирханов, Магомед-Казим Магомед-Камилович  — Герой Российской Федерации.